# Носково (Великопольське воєводство)
Носково (пол. Noskowo, нім. Nassau) — село в Польщі, у гміні Вжесня Вжесінського повіту Великопольського воєводства.
Населення — 182 особи (2011).
У 1975-1998 роках село належало до Познанського воєводства.

## Демографія
Демографічна структура станом на 31 березня 2011 року:
|          | Загалом | Допрацездатний вік | Працездатний вік | Постпрацездатний вік |
| -------- | ------- | ------------------ | ---------------- | -------------------- |
| Чоловіки | 85      | 15                 | 61               | 9                    |
| Жінки    | 97      | 27                 | 48               | 22                   |
| Разом    | 182     | 42                 | 109              | 31                   |